# Orbani
 Orbani  (olaszul: Orbani) falu Horvátországban, Isztria megyében. Közigazgatásilag Sveti Lovrečhez tartozik.

## Fekvése
Az Isztria középső részén, Pazintól 15 km-re délnyugatra, községközpontjától 3 km-re északkeletre fekszik.

## Története
Lakosságát 1948-óta számlálják önállóan, akkor 47 lakosa volt. Jugoszlávia felbomlása után 1991-ben a független Horvátország része lett. 2011-ben 18 állandó lakosa volt.

## Lakosság
| Lakosság változása | Lakosság változása | Lakosság változása | Lakosság változása | Lakosság változása | Lakosság változása | Lakosság változása | Lakosság változása | Lakosság változása | Lakosság változása | Lakosság változása | Lakosság változása | Lakosság változása | Lakosság változása | Lakosság változása | Lakosság változása |
| ------------------ | ------------------ | ------------------ | ------------------ | ------------------ | ------------------ | ------------------ | ------------------ | ------------------ | ------------------ | ------------------ | ------------------ | ------------------ | ------------------ | ------------------ | ------------------ |
| 1857               | 1869               | 1880               | 1890               | 1900               | 1910               | 1921               | 1931               | 1948               | 1953               | 1961               | 1971               | 1981               | 1991               | 2001               | 2011               |
| 0                  | 0                  | 0                  | 0                  | 0                  | 0                  | 0                  | 0                  | 47                 | 41                 | 41                 | 30                 | 29                 | 22                 | 22                 | 18                 |